# Пелин Бату
Пелин Бату (Pelin Batu) е турска писателка, актриса, историчка и телевизионна звезда. 

## Биография
Пелин Бату е родена на 27 декември 1978 г. Поради кариерата на баща си Инал Бату като дипломат, тя прекарва детството си в много чужди страни, включително Пакистан, Кипър, Чехия, Франция и САЩ. Тя завършва гимназия в училище Меримънт в Ню Йорк и продължава музикално и театрално обучение в Колеж по Mузика Манс. След като започва литература и философия в университета в Ню Йорк, тя променя насоката си към история и я завършва в университета Божазичи в Истанбул.
Дебютира в киното през 1999 г., изобразявайки ролята на Черкезки Невр в Харем Суаре и продължава да играе с още няколко филма и телевизионни сериали. Майката на Бату - Невра Бату е от албански произход. 
Тя също се появява в турската телевизионна програма Yeni Şeyler Söylemek Lazım (Трябва да се казват нови неща), част от новинарския канал TRT Haber на 25 декември 2010 г., в която тя сама прочете стихотворението си от „Вятър от черни камъни“ от книгата си. Пише стихове от осемгодишна, в тази програма тя споменава, че въпреки че е атеист, ако прераждането съществува, тя ще бъде прераждането на дядо си - Селахатин Бату, тъй като той е известен и с интереса си към поезията и с когото тя често се сравнявала.
Също така е била журлналист към всекидневният вестник Миллийет през 2012 - 2014 г.

## Филмография
| Кино и телевизионни филми | Кино и телевизионни филми          | Кино и телевизионни филми | Кино и телевизионни филми |
| Година                    | Заглавие                           | Роля                      | Бележки                   |
| ------------------------- | ---------------------------------- | ------------------------- | ------------------------- |
| 1999 г.                   | Harem Suare                        | Keserkes Cariye Nevres    |                           |
| 1999 г.                   | Hayal Kurma Oyunları               | Зейнеп                    |                           |
| 2001 г.                   | Komser Şekspir                     | Су                        |                           |
| 2001 г.                   | Laellale                           | Нихал                     |                           |
| 2002 г.                   | O Şimdi Asker                      | Мюзеен                    |                           |
| 2002 г.                   | İçerideki                          | Кизар                     | Късометражен филм         |
| 2003 г.                   | Bakış                              |                           | Късометражен филм         |
| 2006 г.                   | Karanlıkta Makyaj                  |                           | Вокал                     |
| 2006 г.                   | Pars: Kiraz Operasyonu             | Учител                    |                           |
| 2007 г.                   | Bayrampaşa: Ben Fazla Kalmayacağım |                           | Поява на гости            |
| 2007 г.                   | Хикран Сокаджи                     | Müyesser                  |                           |
| 2008 г.                   | Ягмурдан Сонра                     | Сумру                     |                           |
| 2009 г.                   | Kanımdaki Barut                    | Чужденка                  |                           |
| 2009 г.                   | Кайп Армаган                       | Ясемин                    | Глас                      |
| 2010 г.                   | Мандалина Кабуклари                |                           | Късометражен филм         |
| 2012 г.                   | Zor Yılların Kayıp Çocukları       | Зюлейха                   |                           |
| 2014 г.                   | Шипшак Анадолу                     |                           | Поява на гости            |
| 2014 г.                   | Бир Дон Хуан Олдюрмек              |                           |                           |
| ТВ сериали                |                                    |                           |                           |
| Година                    | Заглавие                           | Роля                      | Бележки                   |
| 1999 г.                   | Акшам Гюнеши                       | Джулиде                   |                           |
| 2003 г.                   | Баба                               | Дениз                     |                           |
| 2004 г.                   | Ayışığı Neredesin                  |                           |                           |
| 2005 г.                   | Сесис Геце                         | Çiçek                     |                           |
| 2006 г.                   | Dün Gece Bir Rüya Gördüm           | Lale                      |                           |
| Телевизионни програми     |                                    |                           |                           |
| Година                    | Заглавие                           | Роля                      | Бележки                   |
| 2009 – 2011               | Tarihin Arka Odası                 | Себе си                   |                           |
| 2011 г.                   | Бурада Лаф Джок                    | Себе си                   |                           |